# Хрест Українського козацтва (з мечами)
Хрест Українського козацтва (з мечами) або Хрест Українського Козацтва — нагорода за бойові заслуги.
Спочатку відзнакою нагороджували учасників козацьких формувань, а згодом вона стала загальновійськовою нагородою.

## Історія
Встановлений і затверджений 20 жовтня 1947 року Президентом Української Народної Республіки в Екзилі Андрієм Лівицьким та Військовим Міністром ген.-полк. Михайлом Омеляновичем-Павленком.
Влітку 1966 року Головна Нагородна Рада Українського Вільного Козацтва за підписом полк. А. Новицького надала хрест усім членам Українського Вільного Козацтва.
Виміри хреста — 40 мм х 40 мм, стрічка 35 мм ширини, з двома блакитними та, вужчими, жовтими стрічками по боках на червоному тлі. Мініятюра — 15 мм х 15 мм, стрічка 10 мм ширини.
Золота лаврова гілка на стрічці давалася за участь у боях з ворогами України. Срібна лаврова гілка — за політичне ув'язнення або заслання. Зірки давалися за число окремих поранень в боях за волю України.
В 1990 році хрест був перевиданий Генеральною Управою У. В.К. в Канаді.